# Сіаманто
Атом Ярджанян (вірм. Ատոմ Եարճանեան), більш відомий під псевдонімом Сіаманто (вірм. Սիամանթօ) (15 серпня 1878, Акн — серпень 1915) — впливовий вірменський письменник, поет і національний діяч кінця XIX — початку XX століття. Був одним із депортованих вірменських інтелектуалів, закатованих і вбитих османами в 1915 році під час геноциду вірменів.

## Біографія
Атом Ярджанян народився 15 серпня 1878 року в місті Акн (вірм. Ակն), Західна Вірменія, на березі річки Євфрат (нині Кемаліє, провінція Ерзінджан). У рідному місті прожив до 14-річного віку. Уже в школі пробудився інтерес до віршування. Директор школи підтримав поетичний талант Атома й заоотив далі писати вірші. Саме директор школи вигадав для нього псевдонім Сіаманто, яким поет користувався усе життя.
1891 року переїхав до Константинополя, де навчався у Берберському інституті, який закінчив 1896 року, у час, коли турецький султан Абдул-Хамід II учинив в Константинополі та Сасуні різанину вірменів.  Потерпаючи, що вбивства вірмен можуть повторитися, друзі батька порадили вивезти юного Атома з тодішньої столиці Туреччини. Так майбутній поет вперше опинився у вимушеній еміграції. 
1896 року Ярджанян переїхав до  Єгипту. Через рік він опинився у Парижі, де вивчав у Сорбонні літературознавство, захопився філософією та східними літературами. Водночас мав підробляти на різних випадкових роботах через скрутне фінансове становище. Ярджанян познайомився з багатьма вірменськими інтелектуалами, що також мешкали в Парижі. У цей час він дуже багато читав вірменською та французькою.
Після Парижу він переїхав до Женеви, де працював у газеті «Дрошак» (від вірм.: Դրօշակ, тобто «Прапор»). У цій же газеті були опубліковані його перші вірші під заголовком Героїчне (Դիւցազնօրէն), а згодом і Лицарська пісня (Ասպետին Երգը). У цій емігрантській газеті, вільній від цензури отоманської влади, відкрито засуджувалася злочинна турецька політика щодо вірмен й звучали заклики до світової спільноти не залишатися байдужими до вірменської трагедії. Багато поезій Сіаманто сповнені національним пафосом, лейтмотивом звучить віра в майбутню вільну Вірменію.
У Європі встановив тісні зв'язки з «Союзом вірменських студентів Європи» та вірменськими національними партіями. У суспільно-літературному середовищі Константинополя, а потім Парижа сформувалися його світоглядні та естетичні погляди.
1904 року Сіаманто тяжко захворів на пневмонію, але повністю одужав після перебування в одному з женевських шпиталів. Наступні чотири роки він провів у різних європейських містах: Париж, Цюрих, Женева.
1908 року, після перевороту молодотурків, поет повернувся до Константинополя. З метою ознайомлення з життям вірменських переселенців, 1909 року він поїхав до США.
1911 року знову повернувся в Константинополь. У пошуках шляхів вирішення хвилюючих його національних питань 1913 року відвідав Східну Вірменію, а також Тифліс та Баку.
Остання його поїздка була до Східної Вірменії (1913—1914), що завершилася у Стамбулі арештом.
Сіаманто був заарештований разом з іншими найвизначнішими представниками вірменської інтелігенції Комітасом, Д. Варужаном, Рубеном Севаком, Г. Зограбом, Еруханом, Келекяном та багатьма іншими, й через кілька місяців по звірячому вбитий турками.

## Творчість
Перша збірка Героїчне (Դիւցազնօրէն) була написана протягом 1897—1902 років й опублікована в Парижі. Головна тема збірки — страждання вірмен під османським ігом. Лейтмотивом збірки звучить вимога до справедливості й рівності.
Книга Вірменські діти (Հայորդիներ) була написана протягом 1902—1908 років і складається з трьох томів. Перший том з'явився 1905 року.
Збірка Смолоскипи духовності та надії (Հոգեվարքի եւ յոյսի ջահեր) вийшла друком 1907 року. В ній описуються жахливі сцени катування і вбивства, автор намагається відтворити думки й почуття переслідуваних, їхні жахливі будні.
Збірка Криваві вісті від друга (Կարմիր լուրեր Բարեկամէս) була написана зразу після різні вірмен 1909 року. Збірка є поетичним переживанням автора з приводу загибелі друга.
Збірка Поклик батьківщини (Հայրենի հրաւէր) була опублікована 1910 року в США. Одна з тем збірки — заклик до вірменських мігрантів повертатися додому.
Поема Святий Месроп (Սուրբ Մաշտոց) вийшла друком 1913 року, це фіктивна історія життя вірменського святого Месропа.

## Поетичний стиль
Сіаманто вважається одним з найбільших новаторів вірменської поезії. В його віршах поєднуються елементи символізму, перенесені на трагічний контекст, та пафос революційної поезії початку XX століття.
За допомогою екстремальної метафорики й символіки Сіаманто зображає в своїх поезіях сцени побоїщ, екзекуції мирних жителів, закривавлені вулиці, розграбовані будинки та інші жахливі картини. Він вважає себе свідком катастрофи народу, про яку треба розповісти іншим.
Проте вірші Сіаманто сповнені не лише самим відчаєм від щоденних жахіть, автор намагається збудити надію, закликає до збройного опору за право на життя. Поезія Сіаманто написана про інших і для інших, в ній майже немає згадок про особисту долю поета чи про його саморефлексію.
Поетичний доробок Сіаманто окрім високих літературних якостей є також документом духовного світу багатьох вірмен, що стали свідками геноциду власного народу.

## Твори

### Збірки віршів
- Героїчне. Париж. 1902
- Діти вірмен (1905, 1906, 1908)
- Смолоскипи духовності та надії (1907)
- Криваві вісті від друга (1909)
- Поклик батьківщини (1910)

### Поеми
- Святий Месроп. Тифліс. 1913
- Андранік

## Українські переклади
Українською мовою вірші Сіаманто переклав Петро Осадчук.
Див.: Петро Осадчук, Піднебесні паралелі, Авторська антологія перекладача, Поезія різних народів, Київ, Головна спеціалізована редакція літератури мовами національних меншин України, 2003.

## Публікації іноземними мовами
- Siamanto, Hayordinere (Paris, 1908)
- Siamanto, Hayordinere: Arajin Shark (Zhenev: Kedronakan Tparan, 1905)
- Siamanto, Entir Erker [Selected Works] (Tehran: Sasun Hratarakchutiun, 1983).
- Siamanto. Amboghjakan Erker [Complete Works] (Antelias: Tparan Kilikiots Katoghikosutean [Press of the Catholicossate of Cilicia], 1989).
- Earchanean-Siamanto, Atom. Amboghjakan Gortse [Complete Poems] (Boston, MA: Hairenik Press, 1910).
- Siamanto, Complete Poems (Delmar, NY: Caravan Books, 1979).